# Tre Valli Varesine
Tre Valli Varesine je jednodenní cyklistický závod konaný v italském městě Varese a blízkém okolí. Závod se koná od roku 1919 a roku 2005 se stal součástí UCI Europe Tour na úrovni 1.HC. Od roku 2020 je součástí UCI ProSeries.
Je obvykle prvním závodem série Trittico Lombardo, která sestává ze tří závodů konaných v Lombardii ve třech po sobě jdoucích dnech. Těmito závody jsou Tre Valli Varesine, Coppa Ugo Agostoni a Coppa Bernocchi. V roce 2020 byly kvůli pandemii covidu-19 tyto závody zrušeny a sjednoceny v jeden závod nazvaný Gran Trittico Lombardo.

## Seznam vítězů
| Rok       | Země                                                                         | Jezdec                                                                       | Tým                                                                          |
| --------- | ---------------------------------------------------------------------------- | ---------------------------------------------------------------------------- | ---------------------------------------------------------------------------- |
| 1919      | Itálie                                                                       | Piero Bestetti                                                               |                                                                              |
| 1920      | Itálie                                                                       | Raimondo Rosa                                                                |                                                                              |
| 1921      | Itálie                                                                       | Luigi Gilardi                                                                |                                                                              |
| 1922      | Itálie                                                                       | Domenico Piemontesi                                                          |                                                                              |
| 1923      | Itálie                                                                       | Felice Brusatori                                                             |                                                                              |
| 1924      | Itálie                                                                       | Libero Ferrario                                                              |                                                                              |
| 1925      | Itálie                                                                       | Giovanni Tizzoni                                                             |                                                                              |
| 1926      | Itálie                                                                       | Mario Bonvicini                                                              |                                                                              |
| 1927      | Itálie                                                                       | Renato Zanone                                                                |                                                                              |
| 1928      | Itálie                                                                       | Battista Visconti                                                            |                                                                              |
| 1929      | Itálie                                                                       | Ambrogio Morelli                                                             | Gloria–Hutchinson                                                            |
| 1930      | Itálie                                                                       | Albino Binda                                                                 | Legnano–Pirelli                                                              |
| 1931      | Itálie                                                                       | Luigi Giacobbe                                                               | Maino–Clément                                                                |
| 1932      | Itálie                                                                       | Domenico Piemontesi                                                          | Gloria–Hutchinson                                                            |
| 1933      | Itálie                                                                       | Alfredo Bovet                                                                | Bianchi                                                                      |
| 1934      | Itálie                                                                       | Severino Canavesi                                                            | Legnano                                                                      |
| 1935      | Itálie                                                                       | Piero Chiappini                                                              | amatér                                                                       |
| 1936      | Itálie                                                                       | Cesare Del Cancia                                                            | Ganna                                                                        |
| 1937      | Itálie                                                                       | Olimpio Bizzi                                                                | Frejus                                                                       |
| 1938      | Itálie                                                                       | Gino Bartali                                                                 | Legnano                                                                      |
| 1939      | Itálie                                                                       | Olimpio Bizzi                                                                | Frejus                                                                       |
| 1940      | Itálie                                                                       | Cino Cinelli                                                                 | Bianchi                                                                      |
| 1941      | Itálie                                                                       | Fausto Coppi                                                                 | Legnano                                                                      |
| 1942      | Itálie                                                                       | Luciano Succi                                                                | Olmo                                                                         |
| 1943–1944 | Nejelo se                                                                    | Nejelo se                                                                    | Nejelo se                                                                    |
| 1945      | Itálie                                                                       | Adolfo Leoni                                                                 | Bianchi                                                                      |
| 1946      | Itálie                                                                       | Enrico Mollo                                                                 | Benotto–Superga                                                              |
| 1947      | Itálie                                                                       | Fiorenzo Magni                                                               | Viscontea                                                                    |
| 1948      | Itálie                                                                       | Fausto Coppi                                                                 | Bianchi                                                                      |
| 1949      | Itálie                                                                       | Nedo Logli                                                                   | Arbos                                                                        |
| 1950      | Itálie                                                                       | Antonio Bevilacqua                                                           | Wilier Triestina                                                             |
| 1951      | Itálie                                                                       | Guido De Santi                                                               | Benotto–Ursus                                                                |
| 1952      | Itálie                                                                       | Giuseppe Minardi                                                             | Legnano                                                                      |
| 1953      | Itálie                                                                       | Nino Defilippis                                                              | Legnano–Pirelli                                                              |
| 1954      | Itálie                                                                       | Giorgio Albani                                                               | Legnano                                                                      |
| 1955      | Itálie                                                                       | Fausto Coppi                                                                 | Bianchi–Pirelli                                                              |
| 1956      | Itálie                                                                       | Gastone Nencini                                                              | Leo–Chlorodont                                                               |
| 1957      | Belgie                                                                       | Germain Derijcke                                                             | Faema–Guerra                                                                 |
| 1958      | Itálie                                                                       | Carlo Nicolo                                                                 | Molteni                                                                      |
| 1959      | Itálie                                                                       | Dino Bruni                                                                   | Ignis–Frejus                                                                 |
| 1960      | Itálie                                                                       | Nino Defilippis                                                              | Carpano                                                                      |
| 1961      | Belgie                                                                       | Willy Vannitsen                                                              | Baratti–Milano                                                               |
| 1962      | Itálie                                                                       | Giuseppe Fezzardi                                                            | San Pellegrino Sport                                                         |
| 1963      | Itálie                                                                       | Italo Zilioli                                                                | Carpano                                                                      |
| 1964      | Itálie                                                                       | Marino Vigna                                                                 | Gazzola                                                                      |
| 1965      | Itálie                                                                       | Gianni Motta                                                                 | Molteni                                                                      |
| 1966      | Itálie                                                                       | Gianni Motta                                                                 | Molteni                                                                      |
| 1967      | Itálie                                                                       | Gianni Motta                                                                 | Molteni                                                                      |
| 1968      | Belgie                                                                       | Eddy Merckx                                                                  | Faema                                                                        |
| 1969      | Itálie                                                                       | Marino Basso                                                                 | Molteni                                                                      |
| 1970      | Itálie                                                                       | Gianni Motta                                                                 | Salvarani                                                                    |
| 1971      | Itálie                                                                       | Giancarlo Polidori                                                           | Scic                                                                         |
| 1972      | Itálie                                                                       | Giacinto Santambrogio                                                        | Salvarani                                                                    |
| 1973      | Itálie                                                                       | Enrico Paolini                                                               | Scic                                                                         |
| 1974      | Itálie                                                                       | Constantino Conti                                                            | Zonca                                                                        |
| 1975      | Itálie                                                                       | Fabrizio Fabbri                                                              | Bianchi–Campagnolo                                                           |
| 1976      | Itálie                                                                       | Francesco Moser                                                              | Sanson                                                                       |
| 1977      | Itálie                                                                       | Giuseppe Saronni                                                             | Scic                                                                         |
| 1978      | Itálie                                                                       | Francesco Moser                                                              | Sanson–Columbus                                                              |
| 1979      | Itálie                                                                       | Giuseppe Saronni                                                             | Scic                                                                         |
| 1980      | Itálie                                                                       | Giuseppe Saronni                                                             | Gis Gelati                                                                   |
| 1981      | Západní Německo                                                              | Gregor Braun                                                                 | Famcucine–Campagnolo                                                         |
| 1982      | Itálie                                                                       | Pierino Gavazzi                                                              | Atala–Campagnolo                                                             |
| 1983      | Itálie                                                                       | Alessandro Paganessi                                                         | Inoxpran                                                                     |
| 1984      | Itálie                                                                       | Pierino Gavazzi                                                              | Atala–Campagnolo                                                             |
| 1985      | Itálie                                                                       | Giovanni Mantovani                                                           | Supermercati Brianzoli                                                       |
| 1986      | Itálie                                                                       | Guido Bontempi                                                               | Carrera Jeans–Vagabond                                                       |
| 1987      | Itálie                                                                       | Franco Ballerini                                                             | Magniflex–Centroscarpa                                                       |
| 1988      | Itálie                                                                       | Giuseppe Saronni                                                             | Del Tongo–Colnago                                                            |
| 1989      | Itálie                                                                       | Gianni Bugno                                                                 | Château d'Ax–Salotti                                                         |
| 1990      | Švýcarsko                                                                    | Pascal Richard                                                               | Helvetia–La Suisse                                                           |
| 1991      | Itálie                                                                       | Guido Bontempi                                                               | Carrera Jeans–Tassoni                                                        |
| 1992      | Itálie                                                                       | Massimo Ghirotto                                                             | Carrera Jeans–Vagabond                                                       |
| 1993      | Itálie                                                                       | Massimo Ghirotto                                                             | ZG Mobili                                                                    |
| 1994      | Itálie                                                                       | Claudio Chiappucci                                                           | Carrera Jeans–Tassoni                                                        |
| 1995      | Itálie                                                                       | Roberto Caruso                                                               | ZG Mobili–Selle Italia                                                       |
| 1996      | Itálie                                                                       | Fabrizio Guidi                                                               | Scrigno–Blue Storm                                                           |
| 1997      | Itálie                                                                       | Roberto Caruso                                                               | Ros Mary–Minotti Italia–Ideal                                                |
| 1998      | Itálie                                                                       | Davide Rebelli                                                               | Team Polti                                                                   |
| 1999      | Itálie                                                                       | Sergio Barbero                                                               | Mercatone Uno–Bianchi                                                        |
| 2000      | Itálie                                                                       | Massimo Donati                                                               | Vini Caldirola–Sidermec                                                      |
| 2001      | Itálie                                                                       | Mirko Celestino                                                              | Saeco Macchine per Caffè                                                     |
| 2002      | Itálie                                                                       | Eddy Ratti                                                                   | Mapei–Quick-Step                                                             |
| 2003      | Itálie                                                                       | Danilo Di Luca                                                               | Saeco Macchine per Caffè                                                     |
| 2004      | Německo                                                                      | Fabian Wegmann                                                               | Gerolsteiner                                                                 |
| 2005      | Itálie                                                                       | Stefano Garzelli                                                             | Liquigas–Bianchi                                                             |
| 2006      | Itálie                                                                       | Stefano Garzelli                                                             | Liquigas                                                                     |
| 2007      | Itálie                                                                       | Christian Murro                                                              | Tenax                                                                        |
| 2008      | Itálie                                                                       | Francesco Ginanni                                                            | Diquigiovanni–Androni                                                        |
| 2009      | Itálie                                                                       | Mauro Santambrogio                                                           | Lampre–NGC                                                                   |
| 2010      | Irsko                                                                        | Dan Martin                                                                   | Garmin–Transitions                                                           |
| 2011      | Itálie                                                                       | Davide Rebellin                                                              | Miche–Guerciotti                                                             |
| 2012      | Kanada                                                                       | David Veilleux                                                               | Team Europcar                                                                |
| 2013      | Chorvatsko                                                                   | Kristijan Đurasek                                                            | Lampre–Merida                                                                |
| 2014      | Švýcarsko                                                                    | Michael Albasini                                                             | Orica–GreenEDGE                                                              |
| 2015      | Itálie                                                                       | Vincenzo Nibali                                                              | Astana                                                                       |
| 2016      | Itálie                                                                       | Sonny Colbrelli                                                              | Bardiani–CSF                                                                 |
| 2017      | Francie                                                                      | Alexandre Geniez                                                             | AG2R La Mondiale                                                             |
| 2018      | Lotyšsko                                                                     | Toms Skujiņš                                                                 | Trek–Segafredo                                                               |
| 2019      | Slovinsko                                                                    | Primož Roglič                                                                | Team Jumbo–Visma                                                             |
| 2020      | Nejelo se kvůli pandemii covidu-19, nahrazeno závodem Gran Trittico Lombardo | Nejelo se kvůli pandemii covidu-19, nahrazeno závodem Gran Trittico Lombardo | Nejelo se kvůli pandemii covidu-19, nahrazeno závodem Gran Trittico Lombardo |
| 2021      | Itálie                                                                       | Alessandro De Marchi                                                         | Israel Start-Up Nation                                                       |
| 2022      | Slovinsko                                                                    | Tadej Pogačar                                                                | UAE Team Emirates                                                            |
| 2023      | Belgie                                                                       | Ilan Van Wilder                                                              | Soudal–Quick-Step                                                            |
| 2024      | závod zrušen kvůli špatnému počasí                                           | závod zrušen kvůli špatnému počasí                                           | závod zrušen kvůli špatnému počasí                                           |

## Vítězství dle zemí
| Vítězství | Země                                     |
| --------- | ---------------------------------------- |
| 87        | Itálie                                   |
| 4         | Belgie                                   |
| 2         | Německo Švýcarsko Slovinsko              |
| 1         | Irsko Kanada Chorvatsko Francie Lotyšsko |